# Diboll
Diboll es una ciudad ubicada en el condado de Angelina en el estado estadounidense de Texas. En el Censo de 2010 tenía una población de 4.776 habitantes y una densidad poblacional de 388,05 personas por km².

## Geografía
Diboll se encuentra ubicada en las coordenadas 31°11′18″N 94°46′58″O / 31.18833, -94.78278. Según la Oficina del Censo de los Estados Unidos, Diboll tiene una superficie total de 12.31 km², de la cual 12.16 km² corresponden a tierra firme y (1.2%) 0.15 km² es agua.

## Demografía
Según el censo de 2010, había 4.776 personas residiendo en Diboll. La densidad de población era de 388,05 hab./km². De los 4.776 habitantes, Diboll estaba compuesto por el 54.86% blancos, el 20.52% eran afroamericanos, el 0.29% eran amerindios, el 0.23% eran asiáticos, el 0% eran isleños del Pacífico, el 21.9% eran de otras razas y el 2.2% pertenecían a dos o más razas. Del total de la población el 46.67% eran hispanos o latinos de cualquier raza.